# Raad van Afgevaardigden
De Raad van Afgevaardigden (Afrikaans: Raad van Afgevaardigdes, Engels: House of Delegates) was een van de drie kamers van het drieledige parlement van de Republiek Zuid-Afrika in de periode 1984-1994.
Op 3 september 1984 trad de nieuwe Zuid-Afrikaanse grondwet in werking die voorzag in een driekamerparlement. Een van de nieuwe kamers van het parlement was de Raad van Afgevaardigden die bestond uit afgevaardigden van de Indiërs in Zuid-Afrika. Op 18 september 1984 werd de eerste zitting van de Raad van Afgevaardigden geopend door voorzitter Amichand Rajbansi (NPP). Uit de Raad werd een ministerraad samengesteld die de belangen moest behartigen van de Indiase bevolking. Overigens bezat de Raad geen wetgevende macht, maar slechts adviserende bevoegdheden: ieder wetsvoorstel van de Raad moest worden goedgekeurd door de (blanke) regering van Zuid-Afrika.
In 1994, met het in werking treden van de nieuwe grondwet verdween het Huis van Afgevaardigden.

## Voorzitters met de titelChief Ministers
| Amichand Rajbansi    | 1984-1989       | NPP        |
| Kassipershad Ramduth | jan.-maart 1989 | n/p        |
| Jayaram Reddy        | 1989-1992       | Solidarity |
| Bhadra Ranchod       | 1993-1994       | NP         |

## Verkiezingen
Verkiezingen voor de Raad van Afgevaardigden vonden in 1984 en in 1989 plaats.

### Uitslag 1989
- Opkomst: 23%

| Partij                         | %     | Zetels |
| ------------------------------ | ----- | ------ |
| Solidarity                     | 37,6% | 19     |
| National People's Party        | 24,9% | 9      |
| Onafhankelijken                | 15,6% | 6      |
| Democratic Party               | 6,7%  | 3      |
| National Federal Party         | 5,2%  | 1      |
| People's Party of South Africa | 3,9%  | 1      |
| United Party                   | 1,8%  | 0      |
| Merit People's Party           | 1,3%  | 4      |
| Progressive Independent Party  | 1%    | 0      |
| Freedom Party                  | 0,74% | 2      |
| Republican Party               | 0,74% | 0      |
| Totaal                         | 100%  | 45     |